# Parabomis martini
Parabomis martini är en spindelart som beskrevs av Roger de Lessert 1919. Parabomis martini ingår i släktet Parabomis och familjen krabbspindlar. Inga underarter finns listade i Catalogue of Life.